# 小牟田哲彦
小牟田 哲彦（こむた てつひこ、1975年 - ）は、日本の鉄道史家。

## 人物・来歴
東京都生まれ。早稲田大学法学部卒。筑波大学大学院ビジネス科学研究科企業科学専攻博士後期課程単位取得退学。日本及び東アジアの近現代交通史や鉄道に関する研究・文芸活動を専門とする。1995年、日本国内のJR線約2万キロを全線完乗。世界70ヵ国余りにおける鉄道乗車距離の総延長は8万キロを超える。2016年『大日本帝国の海外鉄道』で第41回交通図書賞奨励賞受賞。

## 著書
- 『鉄馬は走りたい 南北朝鮮分断鉄道に乗る』草思社, 2004.5
- 『アジアの鉄道の謎と不思議』東京堂出版, 2005.7
- 『今でも乗れる昭和の鉄道』東京堂出版, 2008.2
- 『去りゆく星空の夜行列車』扶桑社, 2009.1、草思社文庫 2015
- 『全アジア航路を行く』河出書房新社, 2009.12
- 『鉄道と国家 「我田引鉄」の近現代史』講談社現代新書 2012.4、改訂新版 交通新聞社新書 2023
- 『世界の鉄道紀行』講談社現代新書 2014.7
- 『大日本帝国の海外鉄道』東京堂出版, 2015.11、改訂新版 育鵬社, 2021.12
- 『旅行ガイドブックから読み解く明治・大正・昭和日本人のアジア観光』草思社, 2019.6
- 『宮脇俊三の紀行文学を読む』中央公論新社, 2021.10
- 『アジアの停車場 ウラジオストクからイスタンブールへ』三和書籍, 2021.11
- 『「日本列島改造論」と鉄道』 交通新聞社新書, 2022.6
- 『アジアの一期一会　通りすがりの異文化交流』三和書籍, 2022.8
- 『列車で越える世界の緊迫国境』育鵬社 2023.12
- 『日本鉄道廃線史：消えた鉄路の跡を行く』中公新書 2024.6

監修
- 『旧日本領の鉄道100年の軌跡 韓国 北朝鮮 台湾 樺太』講談社, 2011.11